# 落合左近
落合 左近（おちあい さこん）は、江戸時代初期の武将。諱は不詳。藤堂高虎の家臣。

## 人物・略歴
慶長9年（1604年）藤堂高虎に700石で仕える 。藤堂高虎の伊賀転封後、罪を得て藤堂忠光の屋敷に逃げ込み怒った高虎が自ら兵を率いて屋敷を取り囲む寸前に忠光と共に大和国石打村に逃亡、しばらくして許され復帰した。
慶長19年（1614年）大坂冬の陣では赤幌使番としてして従軍。慶長20年（1615年）大坂夏の陣では黒幌使番として従軍したが、4月淀での在陣中に落ち度あって高虎の機嫌を損ない母衣を召し上げられた。殊の外落ち込んだが5月6日に物見を命じられ梅原武房と共に高虎に敵の陣形を報告した後、中備に配属されて萱振村付近で長宗我部盛親の先手と遭遇し淀での失態を雪ぐべく格別に励んで戦い、黒柄蔓の武者を一番に突き伏せ下人に首を持たせ本陣に向かわせた。しかし、下人が道に迷い玉串の方へ出て本陣への到着が遅れた為に三番首となった。家譜によると敵を突き倒して首を取ろうとした所、粟屋伝右衛門と苗村石見に首を取るのは下人に任せて先に進み次の敵と戦うように言われた為下人に首を取り本陣の高虎に渡すように伝えたが、下人が首を取るのに手間取り後から馬で本陣に向かったほろの衆に追い抜かれた。首帳には三番首と記されたが藤堂家信が一番首を証言する事になった。萱振村で長宗我部先手を打ち破った後は追撃には加わらずに藤堂家信と共に八尾堤に向かい、萱振村と石地蔵の間で野崎家長が松田金平を討ち取るのを見届けた。松田金平は落合左近の従兄弟だったという。八尾付近では水田で敵と組み合う野崎家次に助太刀し、敵を討ち取った家次から首を譲られるが二人掛かりで取った首は決まり通り打ち捨てるべきと断った。
5月7日には本多忠朝、小笠原秀政を戦死させ勢いに乗る大坂方を藤堂高吉、佐伯惟定、藤堂元則、渡辺宗の隊と共に粟津の辺りより田の中を押し通り浅沼を三つ越えて食い止め、さらに同道する沢田忠次の脇を駆け抜けて小谷を三つ越えて能き敵と戦い討ち取った。家譜によるとこの時取った甲首は陣の前に掲げられ藤堂高虎より直に称讃の言葉を掛けられた。また大坂方の猛攻により天王寺口で本陣の味方が崩れたのを見て取って返し、坂井直義、堀信家、岡本安貞、中小路宗久と共に押し返して敵を退却させた。坂井、堀、岡本、中小路の四人は後に藤堂の四本槍として共に戦った細川家の将兵から称讃されたが落合左近はその中に含まれなかった。甲首を二つ取った功績（いずれも三番首）により戦後300石を加増されて1000石となった。
元和5年（1619年）20石加増を条件に他の母衣衆19人と共に120日交代で江戸詰を命じられた。元和9年（1623年）越前騒動の時に定めた軍法では母衣組に編成されたが、松平忠直が江戸に出仕したため出陣は無くなった。寛永元年（1624年）友松猪兵衛が岡本安貞との訴訟に負け死罪を不服として屋敷に立て籠もる事件があり、沢田忠次が高虎に命じられ兵を率いて屋敷を囲むと説得に応じて切腹する事になった。この時落合左近は山田茂兵衛と共に屋敷の門前に来て沢田忠次に友松ほどの者が沢田家の家人の介錯では忍びなく二人の内どちらかに介錯をさせて欲しいと直談判し認められた。判断は友松に委ねられ友松は山田茂兵衛を指名した。またこの頃、鉄砲頭（足軽大将）となり石田武清、小川元政、中小路宗久、須知吉正ら四人と共に渡辺七兵衛の所に鉄砲足軽を派遣したが、名簿に不備があり埒が明かないので足軽の名前、年齢を確実に書いて再提出するよう高虎から叱責の書状を送られた。
寛永15年（1638年）島原の乱が一向に鎮圧されず藤堂家にも幕府より出陣の命令が出て、2月20日に藤堂高次が出した備定には一の先手筆頭に落合左近の名が記された（2月28日に一揆鎮圧の為出陣は取り止め）。寛永16年（1639年）江戸城の石垣修繕に携わった。正保2年（1645年）10月、藤堂高次は藤堂元則へ高野山へ幕府の上使として安藤重長、石川利政、五味豊直、林春斎が向かうので落合左近、渡辺高之介両名に鉄砲足軽を連れて高野山へ先行し世話をさせるように命じた。翌月、高野山から江戸に向かう寺僧の伊賀国内における道中と宿泊の警固にも携わった。慶安4年（1651年）日光大猷院造営の為の石垣普請に携わった。またこの年の家中分限によると禄高1500石、伊賀付鉄砲頭筆頭、屋敷は伊賀上野城丸ノ内南土手側西大手より四軒東、切米255石、預かり鉄砲足軽31人。承応2年（1653年）閏6月気候不正のため病に倒れ江戸藤堂藩邸において死去。